# Fauville-en-Caux
Fauville-en-Caux è un comune francese di 2 206 abitanti situato nel dipartimento della Senna Marittima nella regione della Normandia.

## Società

### Evoluzione demografica
Abitanti censiti